# Рашид Сумаила
Рашид Баба Сумаила (енгл. Rashid Baba Sumaila; Кејп Коуст, 18. децембра 1992) гански је професионални фудбалер. Висок је 182 центиметра и игра на позицији штопера.

## Каријера

### Почеци
Сумаила је фудбалом почео да се бави у академији Астронома из Адисадела, недалеко од родног Кејп Коуста, док је касније прешао у редове Ебусуа дварфса, где је започео и своју сениорску каријеру. За први тим је дебитовао у сезони 2010/11, након које је изабран за најбољег одбрамбеног играча у Премијер лиги Гане. Он је у новембру месецу 2011. године неко време провео на проби у тадашњем француском друголигашу Лансу, али се касније вратио у матични клуб, где се задржао до лета наредне године. Потом је прешао у Асанте Котоко, где је током сезоне 2012/13. наступао као уступљени играч и на крају исте са клубом освојио наслов првака домаћег шампионата. У фебруару 2013, Сумаила је потписао петогодишњи уговор са Мамелодијем, који је ступио на снагу у јулу исте године. Са клубом је у мају 2014. освојио трофеј намењен прваку Јужноафричке премијер лиге. Након неуспешне потраге за ангажманом у европском фудбалу, Сумаила није регистрован за наредну такмичарску сезону Мамелодија, те се крајем октобра 2014. вратио у Асанте Котоко на једногодишњу позајмицу.

### Кација
Сумаила се 2015. преселио у Кувајт и приступио тамошњој Кацији, где је најпре наступао као позајмљени играч, а затим потписао трајни уговор са клубом, лета 2015. године. У међувремену је краћи период провео ван такмичарске екипе услед повреде задобијене на утакмици АФК купа, а потом учествовао у освајању Емир куп Катара, крајем маја исте године. Годину дана касније освојио је и трофеј првака Премијер лиге Кувајта. Сумаила је, потом, отишао на једногодишњу позајмицу катарској Ал Харафи, до краја такмичарске 2016/17. По завршетку исте, номинован је међу 5 играча за Награду играча сезоне, по избору навијача клуба.
На отварању сезоне 2017/18. у Купу принца Кувајта, Кација је одиграла нерешено против Ал Салмије 18. новембра 2017. године. Утакмица је завршена резултатом 1-1, док је Сумаила проглашен најбољим на терену. Са клубом је на крају такмичарске године освојио то такмичење. На тај начин је освојио свој трећи трофеј у различитим такмичењима као члан Кације, док је његов клуб за то време три пута узастопно играо у Суперкупу Кувајта.

#### Позајмица Црвеној звезди
Лета 2018, 28. јуна, Сумаила је приступио екипи београдске Црвене звезде, на једногодишњу позајмицу са правом откупа. У клубу је представљен неколико дана касније и том приликом задужио број 37 на дресу. Новчани износ уплаћен на име позајмице процењен је на 260 хиљада евра. За клуб је званично дебитовао у 3. колу Суперлиге Србије за сезону 2018/19, против екипе Вождовца на крову Тржног центра, када је наступио у пару са Милошем Дегенеком на позицијама штопера. Током јесењег дела сезоне 2018/19, Сумаила је одиграо 5 укупно званичних утакмица у дресу Црвене звезде.
Крајем календарске 2018, медији су пренели могућност прекида позајмице и ангажмана Сумаиле у Црвеној звезди. Иако се играч одазвао првом окупљању екипе тог клуба, у 2019. години, изостављен је са списка путника за први део зимских припрема на Кипру. Наредних дана вођени су преговору о моделу раскида споразума о уступању између Кације и Црвене звезде. Вечерње новости су 24. јануара исте године, након интервјуа са Митром Мркелом, спортским директором Црвене звезде, навеле да је позајмица Сумаиле раскинута. У ретроспективи зимског прелазног рока, коју је објавио на порталу Моцартспорт, непосредно по његовом завршетку, новинар Дарјан Недељковић навео је да је Црвеној звезди остало да заврши финансијске детаље око прекида сарадње са Сумаилом. Средином фебруара 2019, Сумаила се вратио у клуб, где је наставио да тренира и одржава форму. По истеку позајмице, Сумаила се вратио у састав Кације. Иако су медији крајем марта 2020. објавили да је Сумаила са својим клубом продужио сарадњу за годину дана, током лета исте године саопштено је да је клуб напустио као слободан играч.

## Репрезентација
Године 2010, Сумаила је прикључен селекцији Гане до 20 година, док је 2011. са том селекцијом учествовао на Првенству Африке. Као члан олимпијске репрезентације своје државе у фудбалу, Сумаила је освојио Афричке спортске игре 2011, када је његов тим победио екипу Јужноафричке Републике у финалу тог такмичења, резултатом 4:2.
Он је, потом, у новембру исте године, позван у састав сениорске репрезентације Гане. Сумаила је био део репрезентације Гане током припрема за Афрички куп нација 2012, али није уврштен на коначан списак од 23 играча за то такмичење. Сумаила се, годину дана касније, нашао на проширеном списку од 26 имена за следећи циклус такмичења. Свој дебитантски наступ за националну селекцију Гане, Сумаила је забележио на пријатељској утакмици против Либерије, 11. септембра 2012, када је његов тим поражен резултатом 2:0 на гостовању тој селекцији. У игру је ушао са клупе за резервне играче, уместо повређеног Џона Бојеа. Свој први такмичарски наступ за репрезентацију Гане, Сумаила је уписао на утакмици против Судана, у оквиру квалификација за Светско првенство, када је његов тим победио резултатом 3:1. У игру је ушао у 80. минуту сусрета уместо Алберта Адоме. Лета 2014, као члан Мамелоди сандаунса, Сумаила се најпре нашао на проширеном, а затим и на коначном списку своје репрезентације за учешће на Светском првенству у фудбалу 2014. Током наредних година, Сумаила је наступио на неколико пријатељских утакмица, а у септембру 2018, као члан Црвене звезде, накнадно је позван у селекцију гане за квалификациони циклус за Афрички куп нација, након отказивања Казима Нухуа због повреде.

## Начин игре
На почетку своје сениорске каријере, Сумаила је често бивао окарактерисан као најталентованији централни одбрамбени играч у својој држави, а по окончању Премијер лиге Гане за сезону 2010/11, добио је признање за најбољег одбрамбеног играча тог такмичења. У то време, описиван је као играч са израженим физичким карактеристикама, добром позиционом поставком и скок игром. Тада, је такође, означен као фудбалер који добро прати игру, али му је замерен мањак концентрације у појединим ситуацијама.
По доласку у београдску Црвену звезду, Сумаила је био у ротацији код тренера Владана Милојевића, који га је користио на 5 званичних утакмица током јесењег дела сезоне 2018/19. На свом првом званичном сусрету за клуб, против Вождовца, у 3. колу Суперлиге Србије, као и на утакмици осмине финала Купа Србије, против ТСЦ Бачке Тополе, голови противничких екипа постигнути су услед директних грешака Сумаиле. Иако су у клубу имали позитивне критике на рачун Сумаилиног пожртвовања и залагања на тренизнима, скромна минутажа и општи утисак на терену проузроковали су превремени прекид сарадње са играчем.

## Трофеји и награде
| Асанте Котоко - Премијер лига Ганеː 2012/13. Мамелоди сандаунс - Јужноафричка премијер лигаː 2014/15. Кација - Емир куп Катараː 2015. - Премијер лига Кувајтаː 2015/16. - Куп принца Кувајтаː 2017/18. |  | Гана до 23 године - Афричке спортске игреː 2011. - Награда за најбољег одбрамбеног играча Премијер лиге Гане у сезони 2010/11. |